# Salal
Pour la région de Somalie, voir Salal (région).
Salal est une ville du Tchad située sur l'axe principal qui mène vers la partie nord du pays et peuplée de Dazas et Naria(Karra) aux environs. La ville de Salal à 5 cantons (Sagarda,Merema, Chonokora, Bria et Dirguima).  
Elle est le chef-lieu du département du Barh El Gazel Nord dans la région du Barh El Gazel.